# トラゾドン

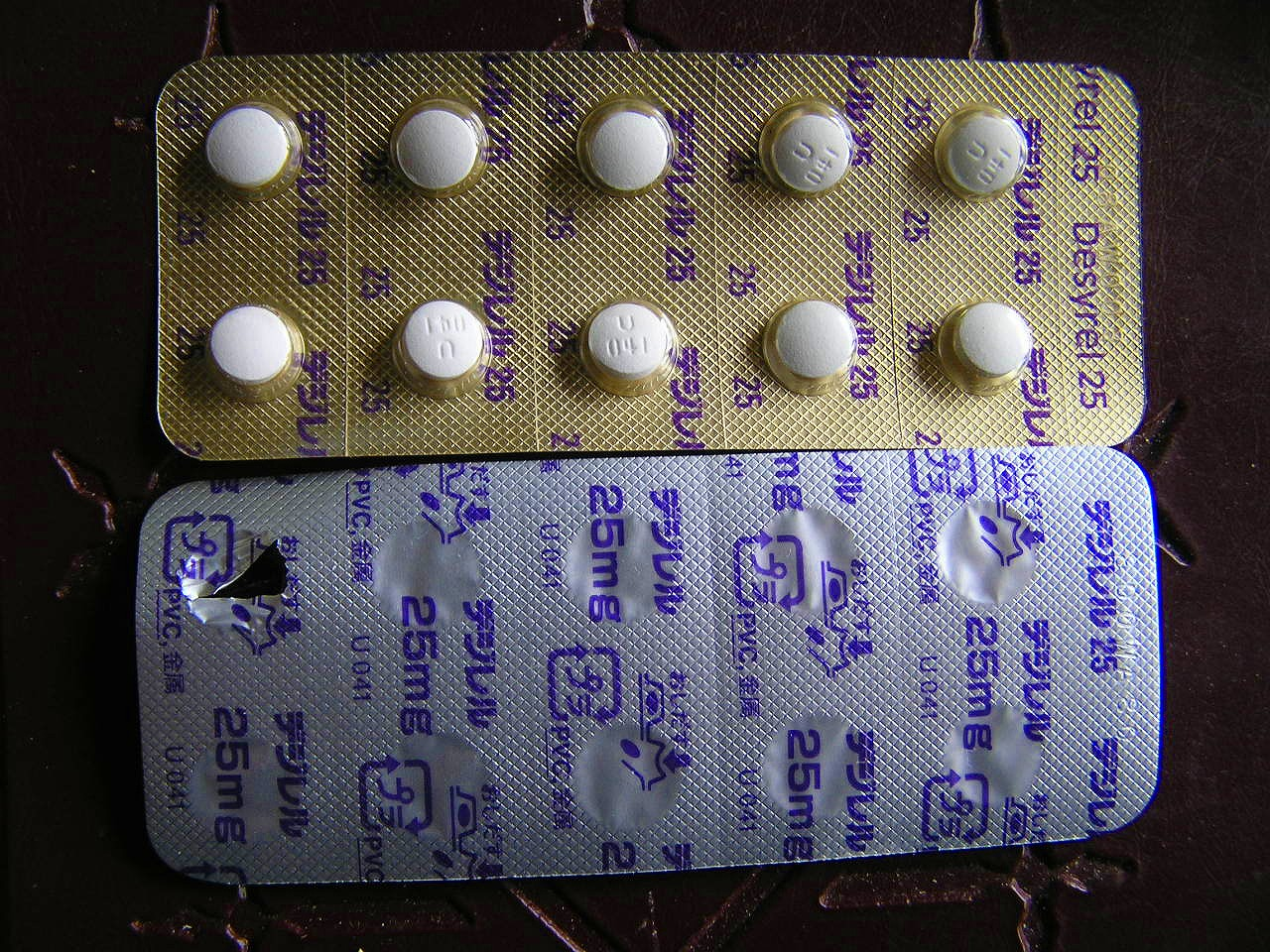
デジレル25mg（ファイザー）

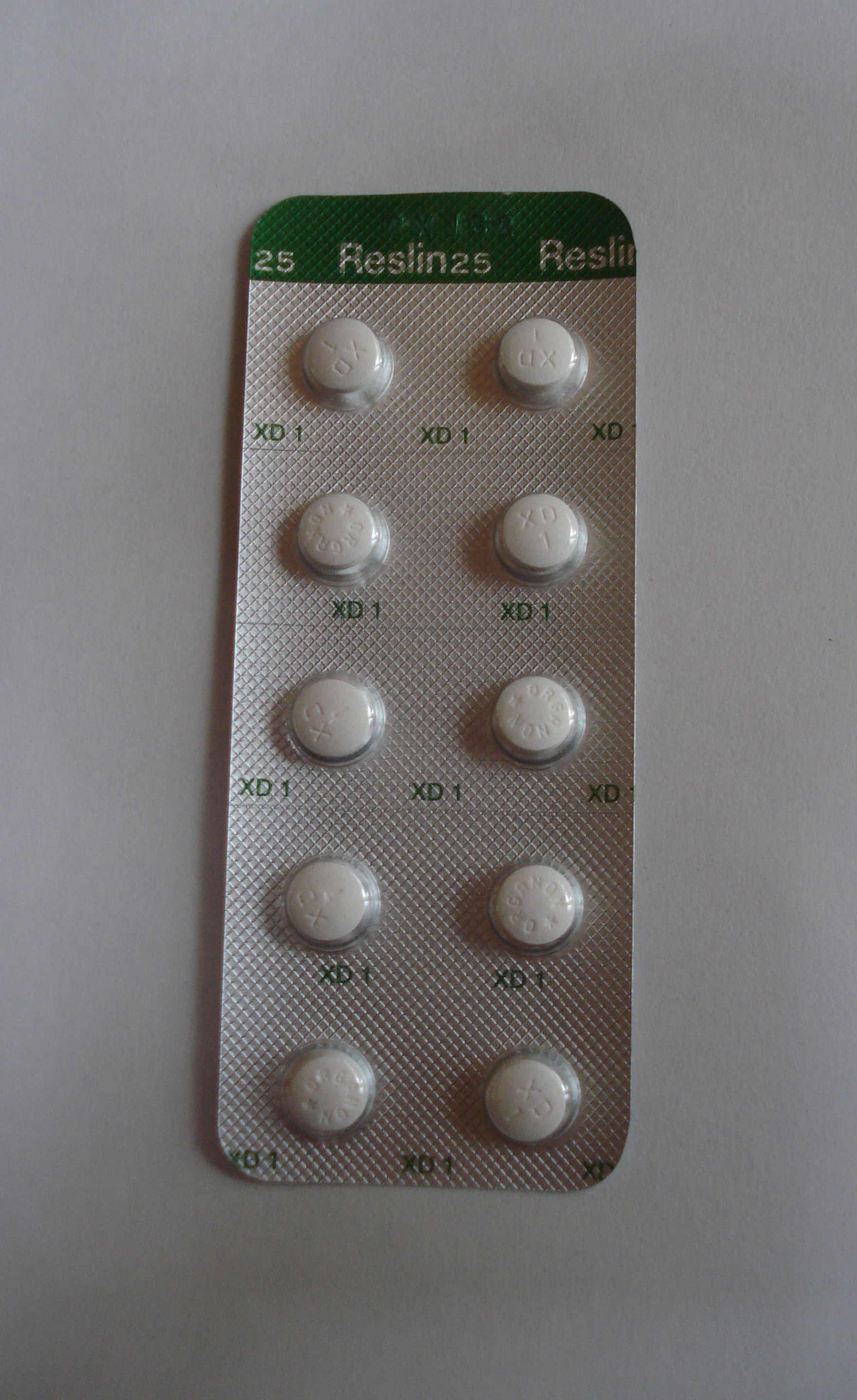
レスリン 25mg錠

トラゾドン（trazodone）はセロトニン遮断再取り込み阻害薬(SARI)に属する、抗うつ薬のひとつ。
脳内の神経伝達物質であるセロトニンの量を増やすことにより、うつ病、うつ状態の改善に効果がある。眠気の副作用がある。三環系、四環系抗うつ薬に属さない、新しいタイプの抗うつ薬で、SSRI,SNRI,NaSSAの登場まではよく使われた。
日本では商品名デジレルでファイザーから、レスリンでオルガノンから発売されている。

## 性質
水、エタノール、クロロホルムにやや溶けやすくジエチルエーテルに溶けにくい。

## 適応症
- うつ病・うつ状態

ベンゾジアゼピン系薬剤は、薬物依存症を引き起こすことがあるため、不眠症に対して処方されることがある。

## 副作用
眠気、ふらつき、喉の渇き、だるさ、セロトニン症候群、軽い不整脈、動悸、便秘など。また特異な副作用として、陰茎及び陰核の持続勃起症、夢精が起こることがあるが、その場合には服用を中止し、医師に相談すること。また急に服薬を止めたり、減量した場合に離脱症状が起こる可能性がある。

## 種類
- 錠剤:25mg, 50mg

## 慎重投与
- 心筋梗塞回復初期の患者、及び心疾患の患者
- 緑内障、排尿困難のある患者
- てんかんの既往歴のある患者
- 躁うつ病の患者
- 統合失調症の要素のある患者
- 小児・高齢者